# Lymantria komarovi
Lymantria komarovi este o specie de molii din genul Lymantria, familia Lymantriidae, descrisă de Hugo Theodor Christoph 1882 Conform Catalogue of Life specia Lymantria komarovi nu are subspecii cunoscute.